# Emmanuelle Arsan
Emmanuelle Arsan, született Marayat Bibidh, férjezett neve Marayat Rollet-Andriane, (Bangkok, Thaiföld, 1932. január 19. – Chantelouve, Var megye, Franciaország, 2005. június 12.) thaiföldi születésű francia fotómodell, színésznő, írónő, forgatókönyvíró, akit elsősorban a gátlások nélküli szexuális viselkedést hirdető Emmanuelle regények és az ezekből készült erotikus játékfilmek tettek világhírűvé. Elhunyta után műveinek szerzőségét vitatni kezdték. Valószínű, hogy az Emmanuelle-regényeket Arsan diplomata férje, Louis-Jacques Rollet-Andriane írta.

## Élete

### Származása, családja
Marayat Bibidh néven született Bangkokban, valószínűleg 1932-ben, igen magas társadalmi helyzetű thai arisztokrata családból, melyet rokoni szálak fűztek a sziámi királyi családhoz is. Húgával, Vasanával együtt igen korán megismerkedett a szexualitással.
1956-ban, tehát 24 (vagy 16) éves korában feleségül ment Louis-Jacques Rollet-Andriane (1923–2009) francia diplomatához, aki az UNESCO megbízásából dolgozott Thaiföldön.

### Színésznői pályája
1966-ban Marayat Andriane név alatt szerepelt Robert Wise rendező Homokkavicsok (The Sand Pebbles) című kalandfilmjében, Steve McQueen, Richard Attenborough, Richard Crenna és Candice Bergen mellett. 1967-ben szerepelt a Big Valley című televíziós western-sorozat egyik epizódjában.
Később, 1976-ban a saját művéből készült Laure című szexfilmjét rendezte társrendezőként (név nélkül, „Anonymus”-ként), és az egyik meztelen főszerepet is eljátszotta Emmanuelle Arsan néven, Annie Belle és Michelle Stark társnőjeként.

### Irodalmi munkássága
Az első két Emmanuelle-regény 1959-ben és 1960-ban a párizsi Eric Losfeld kiadónál jelent meg, először illegálisan, név nélkül. A korabeli szigorú cenzúra azonnal megtiltotta nyilvános közlését és a reklámozását. Ez azonban nem akadályozta meg a titkos terjesztést. Az újabb, már hivatalos kiadások 1967-ben és 1968-ban jelentek meg ugyanennél a kiadónál, Emmanuelle Arsan szerzőségével. Mindkettőt feltárulkozó, önéletrajzi jellegű műnek tartják. Ezután már sorozatban írta és jelentette meg további erotikus regényeit. 1974-ben Just Jaeckin rendező a holland Sylvia Kristel főszereplésével megfilmesítette az első Emmanuelle-regényt.
Az 1970-es évektől két évtizeden át Arsan a további Emmanuelle-filmek forgatókönyvírójaként, társrendezőjeként vagy rendezőjeként dolgozott, világhírnevet szerzett és igen jövedelmező szerződéseket kötött. Az első Emmanuelle-filmet több folytatás követte, Sylvia Kristel szerepét fiatalabb színésznők vették át. 1993-ban, Francis Leroi rendező Mindörökké Emmanuelle c. televíziós szexfilmjében (és ennek folytatásaiban) a fiatal Emmanuelle szerepét a szépkorú Sylvia Kristel helyett a venezuelai Marcela Walerstein formálta meg. Az „Emmanuelle” név franchise-zá vált, más rendezők saját szexfilmjeik eladhatóságát úgy növelték, hogy filmjeik címébe beillesztették a megvásárolt „Emmanuelle” nevet.

### 1980-as évek
Az 1980-as évek elején Louis-Jacques feleségével, Marayat-val együtt hazaköltözött Franciaországba. A dél-franciaországi Var megyében, Callas község közelében, csendes, erdős környezetben felépítették a „Chantelouve d’Emmanuelle” nevű villát. Itt éltek diszkrét elvonultságban, Louis-Jacques – Emmanuelle Arsan alnév alatt – levelezett az Emmanuelle-rajongókkal, Marayat békés időskorra készült, időnként meglátogatta rokonait Bangkokban. Férjének egy régi thaiföldi hölgyismerőse, Nitya Phenkun, Louis-Jacques egykori titkárnője és szeretője is feladta thaiföldi egzisztenciáját és hozzájuk költözött, intim hármasban éltek.

### Halála
Mayarat hosszú és súlyos betegség után 2005-ben otthonában elhunyt, férje 2009-ben követte. Teljes vagyonukat, az Emmanuelle-regényekből és filmekből származó összes jogot és a Chantelouve birtokot is Nitya Phenkunra, mint kizárólagos örökösre hagyományozták. Phenkun a Chantelouve birtokot eladásra hirdette meg.

## Kétségek szerzősége körül
2007-ben, Marayat halála után, de még férje életében Ovidio G. Assonitis, az 1976-os Laure-film rendezője azt állította, hogy a regényeket és filmforgatókönyveket nem Marayat Rollet-Andriane, hanem a férje, Louis-Jacques Rollet-Andriane írta volna, és ő (a férj) működött volna közre még a Laure film rendezésében is. Assonitis állítása szerint Rollet-Andriane az 1950-es években még sokkolónak és botrányosnak minősülő szex-regényeit eredetileg azért adatta ki névtelenül, nehogy ártson kezdődő diplomata-karrierjének. Később, ahogy egyre magasabbra emelkedett a külügyi ranglétrán, még kevésbé sem engedhette meg magának, hogy nevéhez szexkönyvek szerzősége kötődjön. Ezért következő műveinek szerzőjeként feleségét, Marayat-t használta, aki erre a célra külön felvette az Emmanuelle Arsan írói álnevet. 
Assonitis úgy jellemezte Rollet-Andriane-t, mint kiemelkedő intellektusú, de „eléggé fura fickót”, aki „szex-mániákus, de inkább szellemi, mint gyakorlati értelemben.” A megszólaló kritikusok, a forgatások szemtanúi és résztvevői szerint is a filmet valóban a férj írta, és a társrendezőként is ő működött közre. A rendezésben az operatőr, Roberto D’Ettorre Piazzoli volt a segítségére.

## Művei
- Emmanuelle, Eric Losfeld (illegális kiadás), 1959
- Emmanuelle L’anti-vierge, Eric Losfeld (illegális kiadás), 1960
- Emmanuelle Livre 1 – La leçon d’homme, Párizs, Eric Losfeld, Le Terrain Vague, 1967
- Emmanuelle Livre 2 – L’anti-vierge, Párizs, Eric Losfeld, Le Terrain Vague, 1968
- Epître à Paul VI (Lettre ouverte au Pape, sur la pilule), Párizs, Eric Losfeld, 1968
- Emmanuelle Livre 3 – Nouvelles de l’érosphère, Párizs, Eric Losfeld, Le Terrain Vague, 1969
- Dessins érotiques de Bertrand Vol. 1- Pistils ou étamines, une liesse promise, Párizs, Eric Losfeld, 1969
- Dessins érotiques de Bertrand Vol. 2, Párizs, Eric Losfeld, 1971
- Mon „Emmanuelle”, leur pape, et mon Éros, Párizs, Christian Bourgeois, 1974
- Emmanuelle Livre 4 – L'hypothèse d’Éros, Párizs, Filipacchi, 1974
- Emmanuelle Livre 5 – Les enfants d'Emmanuelle, Párizs, Opta, 1975
- Laure, Párizs, Pierre Belfond, 1976
- Néa, Párizs, Opta, 1976
- Toute Emmanuelle, Párizs, Pierre Belfond, 1978
- Vanna, Párizs, Pierre Belfond, 1979
- Emmanuelle à Rome, Toulouse, Livre d’Oc, 1979
- Une nuit (Sainte louve), Párizs, Pierre Belfond, 1983
- Les soleils d'Emmanuelle, Párizs, Pierre Belfond, 1988
- Emmanuelle, Párizs, Robert Lafond, 1988 (version définitive)
- Les Débuts dans la vie, Párizs, Le Grand Livre du mois, 1989
- Valadié, Párizs, Editions Lignes, 1989
- Chargée de mission, Párizs, Pierre Belfond, 1991
- Bonheur, Párizs, Les Cahiers de l’Égaré, 1993
- Aurélie, Párizs, Pierre Belfond, 1994
- La siamoise nue, Párizs, Le Cercle, 2003

### Magyarul
- Emmanuelle; ford. Váradyné Sz. Hermina; Európa–Mokép, Bp., 1989
- Emmanuelle. 1. Lecke a férfiakról; ford. Váradyné Sz. Hermina; Partvonal, Bp., 2013
- Emmanuelle. 2. Az antiszűz; ford. Schnedarek Réka; Partvonal, Bp., 2013